# Buddy Tate
Buddy Tate, né George Holmes Tate le 22 février 1913 et mort le 10 février 2001, est un saxophoniste et clarinettiste américain de jazz.

## Carrière musicale
Il commence par jouer au saxophone alto mais passe rapidement au ténor, se faisant un nom dans des groupes comme celui de Andy Kirk.
Il rejoint en 1939 l'orchestre de Count Basie en raison du décès soudain de Herschel Evans et y reste jusqu'en 1948. Tate déclare plus tard dans une interview l'avoir prédit dans un rêve.
À la suite de sa collaboration avec Basie, il travaille alors avec d'autres big bands tels que Hot Lips Page ou Jimmy Rushing de 1950 à 1952, avant de jouer avec son propre orchestre à partir de 1953 à Harlem. 
À cette période il enregistre aussi avec Coleman Hawkins, Eddie "Lockjaw" Davis, Buck Clayton, Vic Dickenson, Roy Eldridge, participe à plusieurs tournées en Europe, en 1959 avec Buck Clayton, en 1962 et en 1969 avec son propre big band. Celui-ci effectue des représentations au Newport Jazz Festival, au Savoy Ballroom et se produit souvent au Celebrity Club à Harlem jusqu'en 1974.
Il a ensuite l'occasion de codiriger un big band en 1975 avec le saxophoniste Paul Quinichette au West End Café à New York puis participe en sideman à l'orchestre de Benny Goodman à la fin des années 1970, et joue avec le pianiste Jay McShann et le saxophoniste Jim Galloway (en),.
Il est grièvement blessé en 1981 dans un hôtel par l'eau bouillante d'une douche mais s'en remet. Il participe également en 1983 à une tournée en Europe avec des membres de l'orchestre de Count Basie puis joue aussi à cette période avec Scott Hamilton (Tour de Force, Tokyo, 1981) et Budd Johnson (Kool Festival 1984).
Bien que les années 1990 soient pour lui moins actives, il enregistre notamment avec Lionel Hampton ou le groupe des vétérans du jazz, Statesmen of Jazz parmi d'autres.
Il vit à Massapequa dans l'état de New York jusqu'en 2001, puis s'installe à Phoenix (Arizona) afin de rester près de sa fille. Il meurt peu après à 87 ans.

## Discographie
En leader (partielle)
| Sortie | Nom de l'album                         | Label               |
| ------ | -------------------------------------- | ------------------- |
| 1972   | Broadway                               | Black and Blue      |
| 1974   | Swinging Scorpio                       | Black Lion          |
| 1972   | Tate a Tete at La Fontaine, Copenhagen | Storyville          |
| 1975   | The Texas Twister                      | Master Jazz Records |
| 1975   | Jive at Five                           | Storyville          |
| 1981   | Ballad Artistry of Buddy Tate          | Sackville           |
| 1986   | After Dark                             | Progressive         |